# Kraak & Smaak
Kraak & Smaak is een Nederlands trio uit Leiden bestaande uit Mark Kneppers, Oscar de Jong en Wim Plug. Ze maken sinds 2003 muziek in de genres electronica, disco, house en funk, en hebben tot nu toe vijf albums uitgebracht. Als dj en live act dragen ze bij aan nationale en internationale muziekfestivals. Ze hebben in de loop der tijd getoerd in Europa, Australië en de Verenigde Staten. De naam wordt in het Engels vaak uitgesproken als Crack and smack. Bij het begin van Kraak & Smaak was met een dergelijke uitspraak en de daarbij behorende associaties geen rekening gehouden.

## Geschiedenis
In 2005 kwam het eerste album genaamd 'Boogie Angst' uit, een organische mix van funk, house, soul en lounge, geproduceerd met behulp van zowel live instrumenten als samples. De plaat werd positief beoordeeld en werd gereleased in Groot-Brittannië, Nederland, Japan en de Verenigde Staten.
'Plastic People', het tweede album, kwam uit in april 2008, de single Squeeze Me ervan werd een grote hit in Nederland.
Dance magazine IDJ omschreef Kraak & Smaak als 'must see live act', naast acts The Chemical Brothers, Moby en The Prodigy. Gedurende een vijf weken durende tour door de Verenigde Staten speelde de band live bij de late night show van Jimmy Kimmel op ABC television. Celebrity blogger Perez Hilton omschreef de muziek van K&S als 'Amy Winehouse meets Moby' en rap artiest / producer Kanye West verklaarde zich fan. In 2009 won Kraak & Smaak een European Border Breakers Award. Dit zijn prijzen die jaarlijks worden uitgereikt aan tien jonge veelbelovende Europese artiesten die het jaar ervoor succesvol buiten de eigen landsgrenzen debuteerden. Een andere prijswinnaar dat jaar was de Britse zangeres Adele. 
De daarop volgende jaren werd de creatieve lijn doorgezet met de albums 'Electric Hustle' (2011) en het meer elektronische 'Chrome Waves' (2013), met vocale features van onder andere Romanthony die bekend is van Daft Punk’s One More Time, Janne Schra, de Amerikaanse funk legende Lee Fields en opnieuw Ben Westbeech. Ook werden er one off singles uitgebracht bij major dance labels als Spinnin’ en Axtone, en dijde K&S' remix catalogus verder uit door herbewerkingen van Jamiroquai, Aretha Franklin, Moby en Royksopp.
In 2015 richtte Kraak & Smaak een eigen platenlabel op, Boogie Angst. Sindsdien is daarop muziek uitgebracht van onder andere Moods, Meeka Kates, Snacks, Feiertag, L'Enfant, Saux en Kraak & Smaak zelf.
In 2016 kwam het album 'Juicy Fruit' uit, min of meer een terugkeer naar de producer-roots van het drietal: veel disco, funk, boogie, en een organische, warme sound die sterk deed denken aan het debuut uit 2005, maar dan met de mogelijkheden en de inspiratie van nu. Daarnaast werkten ook nu weer veel internationale gastvocalisten mee zoals Mayer Hawthorne, Parcels en Eric Biddines, maar ook werd er opgenomen met Kraak & Smaak's vaste live vocalisten Ivar Vermeulen en Berenice van Leer.
In 2017 stond de band voor de vierde keer op het Glastonbury Festival. Andere festivals waar men tot nu toe speelde waren Pinkpop, Lowlands, Dance Valley, Sziget, Exit, Usadba Jazz, Bestival, 10 Days Off, Detroit EMF, Miami WMC, Joshua Tree Music Festival, SXSW en Coachella.
Tussen 2013 en 2016 maakte Kraak & Smaak een zaterdagavondprogramma op Sublime FM.

## Discografie

### Albums
| Album met eventuele hitnotering(en) in de Nederlandse Album Top 100 | Datum van verschijnen | Datum van binnenkomst | Hoogste positie | Aantal weken | Opmerkingen |
| ------------------------------------------------------------------- | --------------------- | --------------------- | --------------- | ------------ | ----------- |
| Boogie Angst                                                        | 2005                  | 18-03-2006            | 67              | 11           |             |
| Plastic People                                                      | 07-04-2008            | 12-04-2008            | 16              | 24           |             |
| Electric Hustle                                                     | 2011                  | 30-04-2011            | 4               | 9            |             |
| Chrome Waves                                                        | 2013                  | 28-10-2013            | 12              | 2            |             |
| Juicy Fruit                                                         | 2016                  | 18-06-2016            | 17              | 2            |             |
| Pleasure Center                                                     | 2019                  | 18-10-2019            |                 |              |             |
| Twenty                                                              | 2023                  | 16-06-2023            |                 |              |             |

### Singles
| Single met eventuele hitnotering(en) in de Nederlandse Top 40 | Datum van verschijnen | Datum van binnenkomst | Hoogste positie | Aantal weken | Opmerkingen                                 |
| ------------------------------------------------------------- | --------------------- | --------------------- | --------------- | ------------ | ------------------------------------------- |
| Keep Me Home                                                  | 2006                  | -                     |                 |              | met Dez / #94 in de Single Top 100          |
| Squeeze Me                                                    | 2008                  | 26-04-2008            | 6               | 12           | met Ben Westbeech / #7 in de Single Top 100 |
| Call Up to Heaven                                             | 2011                  | -                     |                 |              | #61 in de Single Top 100                    |

| Single met hitnotering(en) in de Vlaamse Ultratop 50 | Datum van verschijnen | Datum van binnenkomst | Hoogste positie | Aantal weken | Opmerkingen       |
| ---------------------------------------------------- | --------------------- | --------------------- | --------------- | ------------ | ----------------- |
| Squeeze Me                                           | 2008                  | 03-05-2008            | tip4            | -            | met Ben Westbeech |